# Mikroregion Hranicko
Mikroregion Hranicko je dobrovolný svazek obcí v okresu Přerov, jeho sídlem jsou Hranice a jeho cílem je koordinační a poradní funkce, usilování o hospodářský a kulturní rozvoj měst a obcí mikroregionu Hranicko. Sdružuje celkem 22 obcí a byl založen v roce 2001.

## Obce sdružené v mikroregionu
- Bělotín
- Býškovice
- Černotín
- Dolní Těšice
- Horní Těšice
- Horní Újezd
- Hranice
- Hustopeče nad Bečvou
- Jindřichov
- Klokočí
- Milotice nad Bečvou
- Opatovice
- Partutovice
- Polom
- Potštát
- Radíkov
- Skalička
- Střítež nad Ludinou
- Špičky
- Ústí
- Všechovice
- Zámrsky